# آنوراویل (آلاباما)
آنوراویل (به انگلیسی: Honoraville) یک منطقهٔ مسکونی در ایالات متحده آمریکا است که در شهرستان کارنشو، آلاباما واقع شده‌است. آنوراویل ۱۵۶٫۰۶ متر بالاتر از سطح دریا واقع شده‌است.